# 東太后
東太后（とうたいこう・とうたいごう、道光17年7月12日（1837年8月12日） - 光緒7年3月10日（1881年4月8日））は、清の咸豊帝（文宗）の皇后。満洲鑲黄旗の出身。姓はニオフル（鈕祜禄）氏（Niohuru hala）。広西右江道道員・三等承恩公ムヤンガ（Muyangga、穆揚阿）の娘。母は妾のギャンギャ（姜佳）氏。夫の死後、「母后皇太后」とされ、紫禁城の東部に位置する鍾粋宮に居住したため東太后と通称された。正式な諡は孝貞顕皇后 （満州語：ᡥᡞᠶᠣᠣᡧᡠᠩᡤᠠ
ᠵᡝᡴᡩᡠᠨ
ᡞᠯᡝᡨᡠ
ᡥᡡᠸᠠᠩᡥᡝᠣ　転写：hiyoošungga jekdun iletu hūwangheo）であるが、生前に奉られた尊号の慈安皇太后（jilan elhe hūwang taiheo）で呼ばれることが多い。徽号と合わせた諡号は孝貞慈安裕慶和敬誠靖儀天祚聖顕皇后。

## 生涯

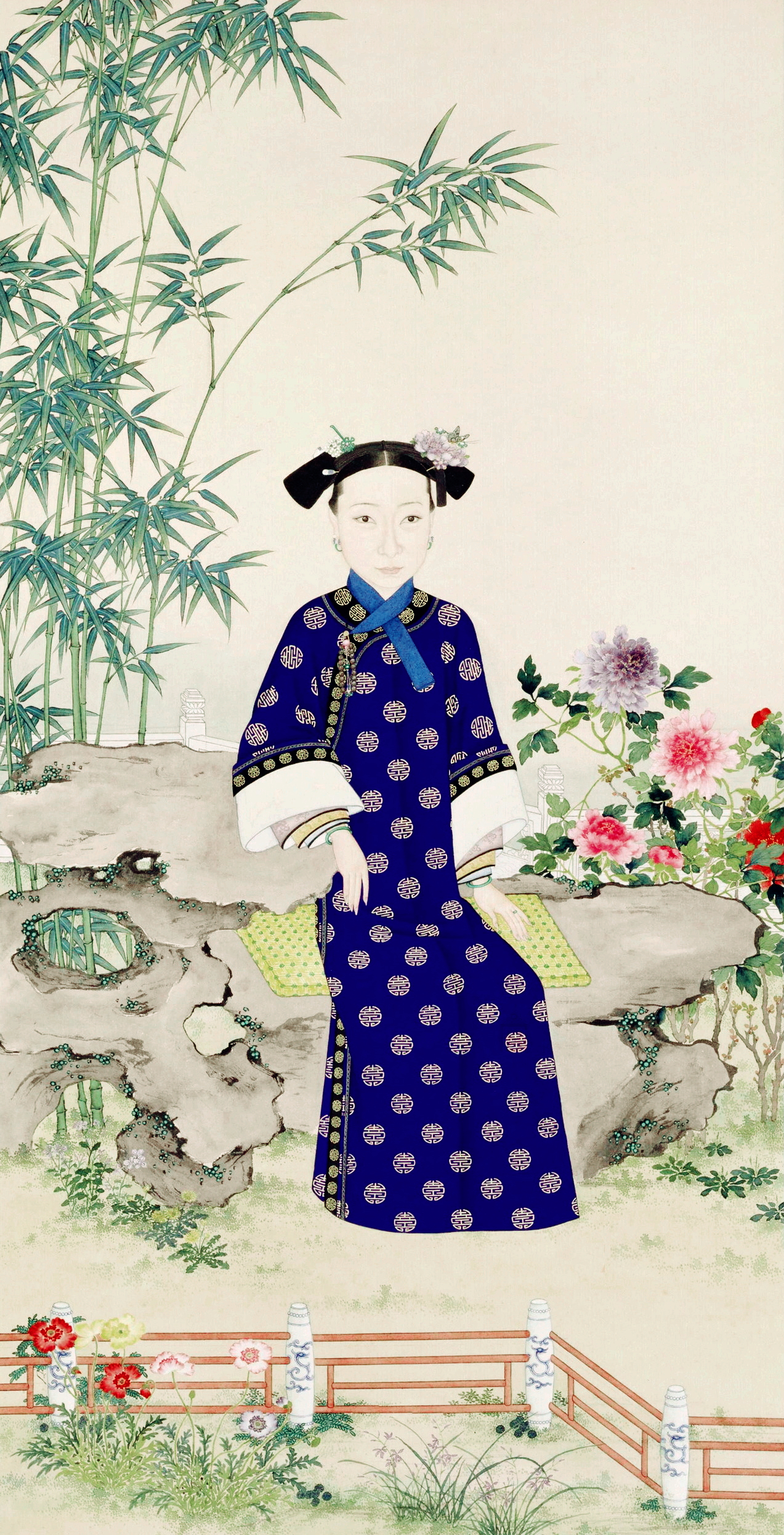
慈竹延清図に描かれた東太后

咸豊帝の嫡妻である孝徳顕皇后が咸豊帝の即位前に亡くなったため、継妻（皇后）に内定したが、咸豊2年（1852年）2月、後宮に入りまず妃嬪の第4位である貞嬪となり、間を置かずして貞妃に封ぜられる。同年5月貴妃に進み、6月皇后に立つ。時に16歳。このことには皇帝の養母の孝静成皇后の意向が働いていたようである。
彼女は皇子女を生まず、結局懿貴妃所生の載淳が儲君となり、咸豊10年（1861年）8月に咸豊帝が熱河にて病死すると同治帝として即位した。同年11月には祺祥政変（辛酉政変）が起き、西太后の称を得た懿貴妃が恭親王奕訢と手を結んで、先帝の遺した8人の顧命王大臣を追い落として政権を握った。そこで新たに幼帝を輔佐するべく、嫡母東太后と生母西太后が垂簾聴政を敷き、叔父の恭親王奕訢が議政王となった。同治12年（1873年）、同治帝の大婚を機に帰政する。
東太后は温和誠実な人柄で、いつも夫・子を立てて、実際に政治に容喙することは少なかった。東太后に養育された同治帝も、生母よりも嫡母との間がはるかに近かったという。しかし、そんな東太后も時には果断な一面を見せることがあり、その一例が、宦官の安徳海を処刑した件である。安徳海は、おしゃべりの相手として西太后に気に入られていたのを良いことに傍若無人な振る舞いをしていたため、心ある人々に憎まれていた。同治8年（1869年）に、安徳海は西太后の命令で、やがて来たる同治帝の婚儀の衣装を買いそろえるために、山東地方へ下った。清朝には、「宦官は勝手に皇城を出てはならぬ」という法度があったが、思い上がった安徳海は正式な手続きを経ていなかった。彼を憎む人々は、この機会を見逃さなかった。時の山東巡撫丁宝楨の奏聞を納れた東太后は、ただちに丁宝楨に命じ、その地で安徳海を処刑させた。このことは、東太后が決して西太后の言いなりではなかったことを示すエピソードとして知られる。
同治帝の早世後、西太后は自分の妹が生んだ醇親王奕譞の子を迎えて光緒帝とし、東太后も西太后と並んで再び執政の座に就いた。光緒帝の即位以降、西太后は依然として政治の実権を握ってたが東太后が急死する直前は体調不良が続き、同治帝の代と異なり光緒帝が懐いていた東太后との争いが度々起きている。

### 急死
東太后は光緒7年（1881年）3月10日に不調を訴え、当日予定されていた軍機大臣の謁見も行われなかった。その後翌11日に崩御した。享年45歳。後述の翁同龢日記に出て来る病案が事実に則したものならば、未明に体調不良を訴え太医による治療が試みられたが投薬も効果がなく徐々に様態は悪化した、また崇陵伝信録に拠るならば、西太后から贈られた揚げミルクパンを食べた直後に倒れた、午後11頃に高官が緊急招集されるも内廷の門は閉じられたままで待機となり、翌11日午前2時45分頃に門が開かれ東太后の崩御が告げられたという。それまで健康且つ元々強健で病状も無く、病案（カルテ）が政府高官にも非公開とされた急死だった（翁同龢日記には暫く日数が経過した後にカルテを閲覧し、それを元に書かれたと思われる記述がある。しかし西太后による光緒帝毒殺説が真実であれば、西太后はその際にカルテを捏造させたとされているのであって、そのため東太后急死時のカルテの信憑性は低くなる）ため、早くから西太后による毒殺と囁かれ政府高官にも公然と暗殺を口にする者が複数いた、後年にイギリスの上海租界工部局事務長ブランドが刊行した慈禧外紀でも当時の人々は皆西太后が毒を盛って暗殺したと思っていたと書いている。清朝の公式発表では9日に体調を崩し風邪のような症状が出たとしている。同年9月、遵化直隷州内にある清東陵普祥峪の定東陵に埋葬された。